# Piecki (województwo warmińsko-mazurskie)

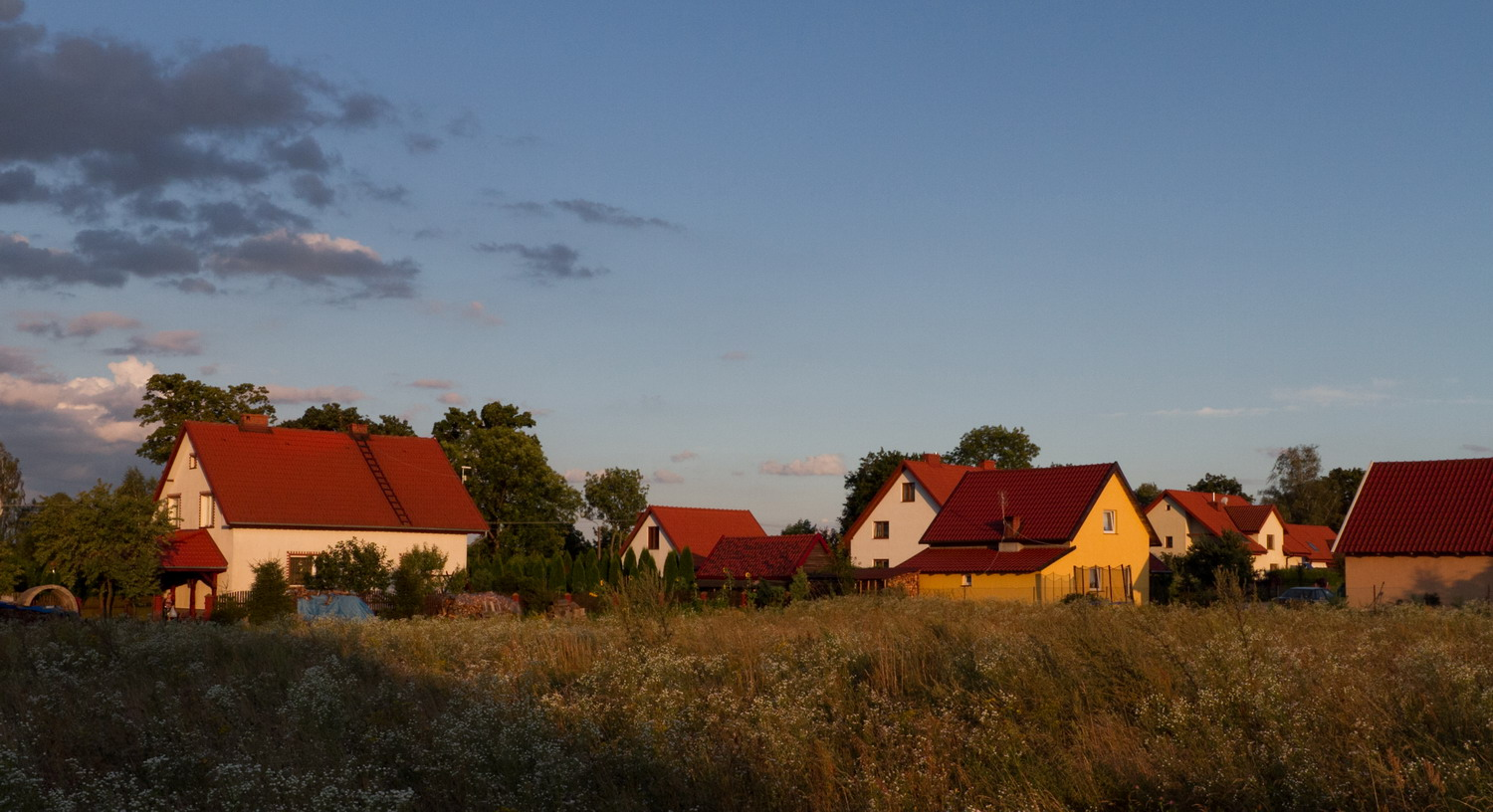
Piecki w sierpniowe popołudnie

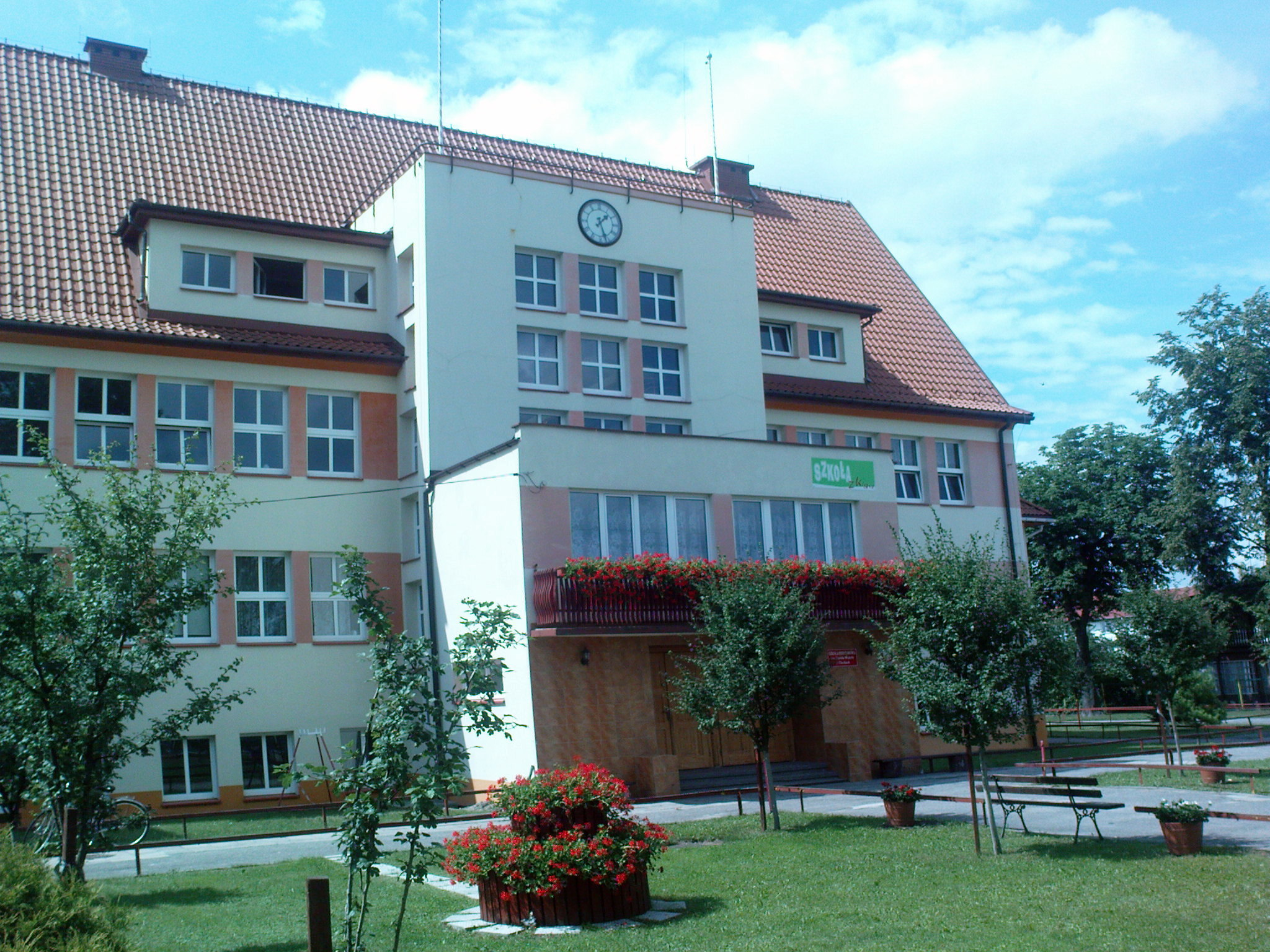
Szkoła Podstawowa w Pieckach przy ul. Zwycięstwa 23

Piecki (niem. Peitschendorf) – wieś mazurska o charakterze małomiasteczkowym w Polsce położona w województwie warmińsko-mazurskim, w powiecie mrągowskim, w gminie Piecki. W latach 1975–1998 miejscowość administracyjnie należała do województwa olsztyńskiego.
W roku 2021 we wsi mieszkało 3168 osób, z czego 50.6% stanowiły kobiety, a 49.4% mężczyźni.
Miejscowość jest siedzibą gminy Piecki, znajduje się tu przystanek PKS, ośrodek zdrowia, apteka, posterunek policji, poczta, restauracja, kemping nad jez. Wągiel. W okolicy miejscowości znajdują się źródła rzeki Dajna. We wsi jest muzeum etnograficzne z cennymi zbiorami oraz kościół z 1934 r.
| SIMC    | Nazwa             | Rodzaj     |
| ------- | ----------------- | ---------- |
| 0486304 | Jeleń             | część wsi  |
| 0486008 | Łętowo            | przysiółek |
| 0486310 | Mostek            | część wsi  |
| 0486327 | Ostrów Pieckowski | część wsi  |
| 0486333 | Piersławek        | część wsi  |

## Historia
Miejscowość powstała w 1401 roku, kiedy komtur Balgi Ulrich von Jungingen nadał Pieciowi z Muszak (Petzym von Myschkake) i Jakuszowi z Radomna ziemię nad jeziorem Medalbern (tj. Nydajno – dziś łąki), z obowiązkiem jednej służby zbrojnej od każdych 15 włók. Nadanie obejmowało 60 włók na prawie chełmińskim w borze (a więc ziemia wymagała karczunku). Piecio otrzymał 45 włók, a Jakusz pozostałe 15 włók.
Nazwa wsi wywodzi się od imienia „Piecio”, czyli Piotr. Ponowna lokacja wsi nastąpiła w 1448 r., kiedy to Eberhard von Wesenthau, komtur z Bałgi, zapisał bartnikom z Piecek 35 włók na prawie chełmińskim, po dwie włóki każdy, zaś bartnik Maćko otrzymał 3 włóki wraz z urzędem starosty tutejszego zespołu bartników. Bartnicy zostali zobowiązani do czynszu w formie miodu, kupowanego od nich w cenie grzywny za beczkę miodu oraz jednego szeląga za funt wosku. Nadanie dla bartników najprawdopodobniej obejmowało ziemię dawniej przyznaną Pieckowi (możliwe, że zginął w czasie wojen polsko-krzyżackich). W 1568 Stanisław Sok kupił od Stanisława Mosiek hutę, transakcja została udokumentowana w kronikach, wymienione są tam również inne polskie nazwiska Macharski, Podębek, Stary i Sasin.
W latach 1651–1652 ziemianie w Pieckach posiadali 15,5 włóki na prawie chełmińskim z obowiązkiem jednej służby zbrojnej (w zbroi ciężkiej). Na mapie z 1662 r. Piecki mają 67 włók. W 1737 r. założono we wsi jednoklasową szkołę. W 1785 r. odnotowano, że we wsi są 64 domy. W 1815 roku we wsi było 41 domów i 360 mieszkańców. W 1818 r. do jednoklasowej szkoły wiejskiej w Pieckach uczęszczało 50 dzieci. Natomiast w roku 1838 we wsi było 75 domów z 512 mieszkańcami.
W XVI – XVIII w. mieszkało tu i gospodarowało ponad 500 rolników. Wieś zmieniła charakter po uruchomieniu linii kolejowej z Czerwonki do Rucianego w 1898 r.
Przed I wojną światową działały tu 3 tartaki, mleczarnia, hotel, młyny, kilka warsztatów rzemieślniczych, bank spółdzielczy. Były także dwa gospodarstwa dworskie (12 i 11 włók areału). W tym okresie w Pieckach odbywały się także jarmarki, a wieś swą zabudową przypominała miasteczko. W 1912 r. wieś należała do parafii Nawiady i miała kaplicę.
W 1939 r. w Pieckach mieszkało 1645 osób. Działania wojenne spowodowały olbrzymie zniszczenie i wyludnienie.
W 1975 r. do sołectwa Piecki należały miejscowości: Czaszkowo, Jeleń, Łętowo, Mostek, Ostrów Pieckowski, Piersławek, Zdrojewo.

## Zabytki i atrakcje turystyczne

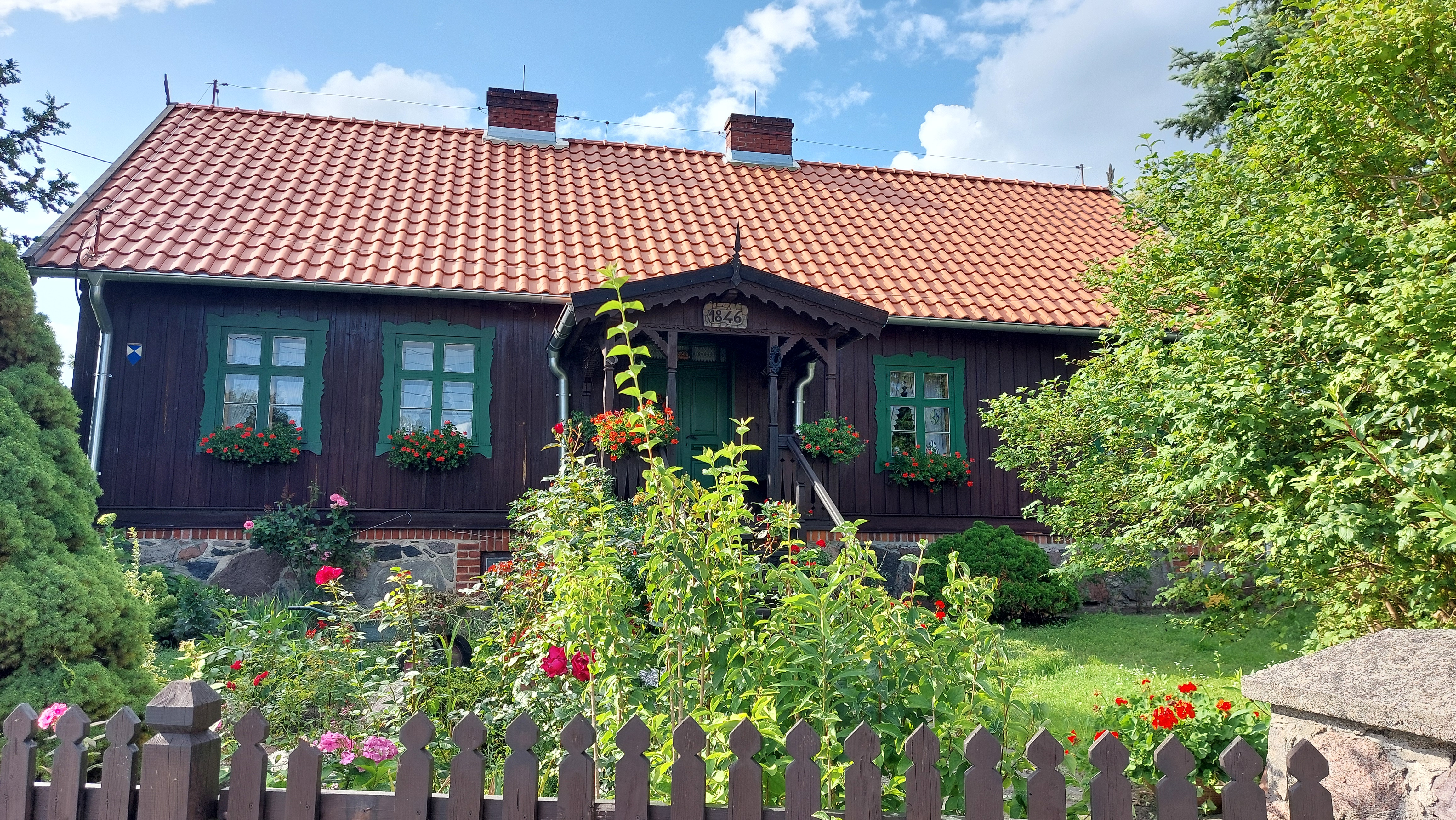
Zabytkowa chałupa

- Zabytkowa chałupa z XIX wieku przy ul. Zwycięstwa[11].
- Zabytkowy cmentarz ewangelicki z XIX wieku[12].
- Ewangelicki kościół z 1934 r., obecnie siedziba parafii katolickiej[13].
- Muzeum Regionalne im. Walentyny Dermackiej z Sapiehów (zbiór figurek glinianych w Polsce, przedstawiających dawną wieś polską, 1134 figurki i sceny figuralne).

## Ludzie związani z miejscowością
- W Pieckach urodził się Michał Kurella (1722-1787), pastor, autor prac o pszczelarstwie, jeden z pierwszych pszczelarzy naukowców na Mazurach.
- Na cmentarzu pochowany jest Fryderyk Kwiatkowski (1875-1954), działacz mazurski, urodzony w 1875 r. w Rozogach. Był górnikiem, jako inwalida wrócił na Mazury, mieszkał w Jedwabnie, potem w Rozogach. Włączył się w działalność na rzecz Polski w okresie plebiscytu w 1920 r. Działał w Zjednoczeniu Mazurskim oraz Związku Polaków w Niemczech. Prześladowany w okresie władzy hitlerowskiej. W 1941 r. zamieszkał w Pieckach. Zmarł w 1954 r.
- Piecki to także miejsce z którego pochodzi Natalia Nykiel – piosenkarka, autorka tekstów i piosenek.